# Apatin (općina)
Općina Apatin (njemački: Abthausen, mađarski: Apatin) nalazi se u okviru prostora Vojvodine, na krajnjem zapadu, odnosno, na području zapadne Bačke i nalazi se na 45° 40' sjeverne zemljopisne širine i 18° 59' istočne zemljopisne dužine. Na osnovu veličine svoga teritorija (333 km²) može se svrstati u grupu srednje velikih pokrajinskih općina. 
Izuzetno povoljan zemljopisni položaj, smještenost neposredno uz lijevu obalu velike međunarodne rijeke Dunav, predstavlja dodatni potencijal ove pogranične općine. Pored ove prirodne, zapadne granice, općina Apatin na sjeveru i sjeveroistoku graniči s teritorijem općine Sombor, a na jugu i jugoistoku s općinom Odžaci. Uz grad Apatin koji predstavlja administrativni, gospodarski, prosvjetni i kulturni centar, na području apatinske općine se nalazi još 4 naselja seoskog karaktera: Svilojevo, Kupusina, Prigrevica i Sonta.

## Dunav kod Apatina
Grad Apatin kao i cjelokupni teritorij općine Apatin, leži na sjevernom dijelu rijeke Dunav, na njegovom protoku kroz Srbiju. Na područje općine ulazi na 1409,5 km od izvora, a napušta ga na 1367 km, tako da ukupna dužina njegove "apatinske" dionice iznosi 42 km. Dunav na ovom sektoru ima neznatan pad, koji od državne granice do ušća rijeke Drave iznosi 5,71 cm/km (brzina protoka Dunava kod Apatina je 1,5-2,0 m/s). Zbog ovih okolnosti, rijeka sjeverno i južno od Apatina teče vrlo sporo, a pri visokom vodostaju sklona mijenjanju korita, tako da je karakteriziraju brojni, jako razvijeni meandri, i aktivni i napušteni.
Maksimalan vodostaj Dunava kod Apatina registriran je 25. lipnja 1965. godine i iznosio je 825 cm, dok je minimalni vodostaj od -118 cm, zabilježen 7. siječnja 1909. godine. Visina vodomjera kod Apatina iznosi 78,81 m nadmorske visine. Prosječna širina Dunava na apatinskom sektoru iznosi 750 m (pri vodostaju od 4,50 m), s prosječnom dubinom od 15 m (minimalna dubina je konstatirana u Starom zimovniku -2,20 m, dok je maksimalna izmjerena kod Ribarske centrale -32 m). Temperaturne vrijednosti vode se kreću od minimalnih 0 °C (u razdoblju siječanj-ožujak) do maksimalnih 25,6 °C tijekom lipnja.

## Naseljena mjesta
- Apatin
- Kupusina
- Prigrevica
- Svilojevo
- Sonta

## Etnička struktura
Na teritoriju općine živi 24 nacionalnih skupina.
- Srbi (61,61%)
- Mađari (11,53%)
- Hrvati (11,47%)
- Rumunji (3,62%)
- Jugoslaveni (2,21%)
- Romi (1,59%)
- ostali (Crnogorci, Makedonci, Muslimani, Albanci, Nijemci, Slovaci i dr.)

Apatin i Prigrevica imaju većinsko srpsko stanovništvo, Sonta hrvatsko, a Kupusina i Svilojevo mađarsko.

## Gospodarstvo
Najpoznatiji proizvod je "Jelen Pivo", osnovana 1756 godine "Apatinska Pivara a.d. Apatin", a Apatinska pivovara je i najveći poslodavac u tom kraju.

## Poznate osobe
- Paul Abraham (* 1892 Apatin, † 1960 Hamburg), skladatelj

## Vanjske poveznice
- Službena prezentacija Općine Apatin (srpski jezik)
- Službena prezentacija Centra za socijalnu skrb općine Apatin (hrvatski jezik)  Arhivirana inačica izvorne stranice od 28. rujna 2007. (Wayback Machine)